# 126P/IRAS
Комета IRAS (126P/IRAS) — короткопериодическая комета из семейства Юпитера, которая была обнаружена 28 июня 1983 года инфракрасной орбитальной обсерваторией IRAS в виде звёздоподобного объекта 15,0 m звёздной величины без признаков кометной активности. Подтверждение открытия было получено спустя пару дней, 30 июля, американским астрономом Дж. Гибсоном с помощью 1,2-метрового телескопа Шмидта в Паломарской обсерватории. Комета обладает довольно коротким периодом обращения вокруг Солнца — чуть более 13,4 лет.

Орбита кометы IRAS и её положение в Солнечной системе

## История наблюдений
К 26 июля британский астроном Брайан Марсден, используя позиции кометы, полученные в период с 30 июня по 21 июля, рассчитал эллиптическую орбиту кометы и определил период обращения вокруг Солнца 13,32 года. К середине сентября у кометы появился небольшой хвост в 3,5 ' угловых минуты, а её магнитуда достигла максимального значения в 11,0 m звёздных величин. Всего до момента исчезновения кометы 22 февраля 1984 года, было проведено 95 наблюдений. На основании 95 наблюдений, проведённых в период с 30 июня 1983 года по 22 февраля 1984 года, астроном К. Мураока предсказал, что следующее возвращение кометы в перигелий произойдёт 31 октября 1996 года. 
И незадолго до этой даты, 8 августа, с магнитудой 13,0 m, комета действительно была обнаружена вблизи указанных координат. Текущее положение кометы указывало на необходимость корректировки прогноза всего на -1,65 суток. 21 сентября, на пути к перигелию, комета пролетела рядом с Землёй на расстоянии в 0,9715 а. е., но ещё некоторое время продолжала наращивать яркость, пока в конце октября не достигла максимального значения в 12,0 m. Наблюдения продолжались до 1 марта 1997 года. Во второй раз комета была восстановлена 27 мая 2009 года Леонидом Елениным с помощью 15-сантиметрового рефрактора австралийской обсерватории Tzec Maun в виде звёздоподобного объекта 19,2 m звёздной величины.
В течение XX и XXI веков комета почти не сближалась с крупными планетами. Зато единственный близкий пролёт, который состоялся 7 декабря 1950 года, произошёл рядом с планетой Сатурн и на рекордно малом расстоянии — всего в 0,0525 а. е. (7,875 млн км).